# Ignaz Görtz
Ignaz Görtz (* 19. Dezember 1930 in Altenahr; † 28. November 2018) war ein deutscher Archivar und Heimatforscher.

## Werdegang
Görtz legte an einem Gymnasium in Ahrweiler das Abitur ab und studierte Volkswirtschaft an der Universität Bonn. Später übernahm er das elterliche Fotoatelier. Von 1973 bis zum Eintritt in den Ruhestand arbeitete er als Kreisarchivar der Kreisverwaltung Ahrweiler.
Als Heimatforscher publizierte er zur Geschichte des Ahrtals. 30 Jahre lang war er ehrenamtlich im Gemeinde- und Verbandsgemeinderat von Altenahr tätig.

## Ehrungen
- Verdienstkreuz am Bande der Bundesrepublik Deutschland
- Ehrennadel des Landes Rheinland-Pfalz
- Ehrenvorsitzender der Ortsgruppe Altenahr des Eifelvereins

## Werke
- Pfarrkirche und Pfarrei Altenahr. Gesellschaft für Buchdruckerei AG, Neuss 1967.
- Kreis Ahrweiler unter dem Hakenkreuz: Die politische und wirtschaftliche Situation vor 1933; die nationalsozialistische Diktatur 1933 bis 1945; die politischen Konsequenzen nach dem Zusammenbruch 1945. Warlich, Meckenheim 1989, ISBN 3-9802429-2-7.
- Der Kreis Ahrweiler im Wandel der Zeit: Landgeschichte, Geschichte, Kunst und Kultur, Brauchtum, Landwirtschaft, Weinbau, Wirtschaft und Verkehr. Warlich, Meckenheim 1993, ISBN 3-9803385-7-6.